# Kacper Bartczak
Kacper Bartczak (ur. 1972 w Łodzi) – polski poeta, tłumacz i krytyk. Wykładowca literatury amerykańskiej na Uniwersytecie Łódzkim. Tłumacz takich poetów jak Rae Armantrout, John Ashbery, Peter Gizzi. Stypendysta Programu Fulbrighta i Fundacji im. Tadeusza Kościuszki. Laureat Nagrody „Literatury na Świecie” 2009 w kategorii Nowy Głos za tom esejów krytycznych Świat nie scalony. Nominowany do Wrocławskiej Nagrody Poetyckiej „Silesius” 2016 w kategorii książka roku za tom Wiersze organiczne. Za ten tom był również nominowany do Nagrody Literackiej Gdynia 2016 w kategorii poezja. W 2024 nominowany do Wrocławskiej Nagrody Poetyckiej „Silesius” za tom Czas kompost. W 2025 otrzymał „Silesiusa” za całokształt twórczości.

## Książki
eseistyka:
- Świat nie scalony (Biuro Literackie, Wrocław 2009)
- Materia i autokreacja. Dociekania w poetyce wielościowej (słowo/obraz terytoria, Gdańsk 2019)

poezja:

- Strefa błędów urojonych (Biblioteka, Łódź 2000)
- Domy mediowe (Biblioteka, Łódź 2003)
- Życie świetnych ludzi (Wydawnictwo Kwadratura, Łódzki Dom Kultury, Łódź 2009)
- Przenicacy (Wydawnictwo WBPiCAK, Poznań 2013)
- Wiersze organiczne (Dom Literatury, SPP Oddział w Łodzi, Łódź 2015)
- Pokarm suweren (Biuro Literackie, Stronie Śląskie 2017)
- Naworadiowa (Biuro Literackie, Stronie Śląskie, 2019)
- Widoki wymazy (Biuro Literackie, Stronie Śląskie, 2021)
- Czas kompost (Biuro Literackie, 2023)[8][9]